# Jonathan Fisk

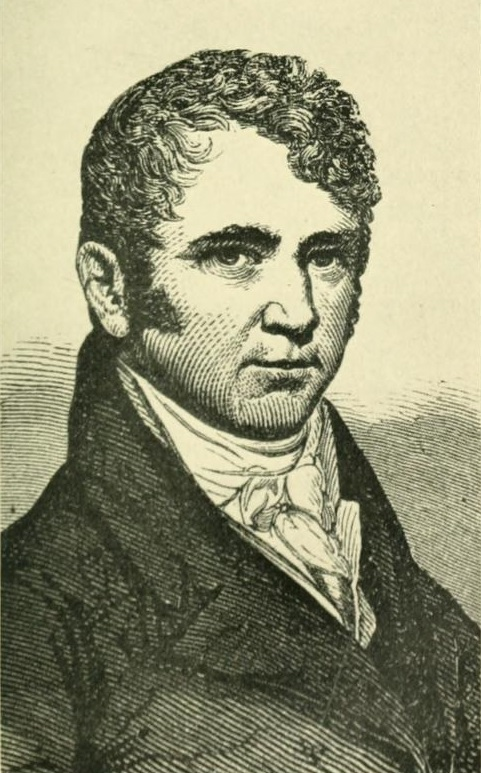
Jonathan Fisk

Jonathan Fisk (* 26. September 1778 in Amherst, New Hampshire; † 23. Juli 1832 in Newburgh, New York) war ein US-amerikanischer Jurist und Politiker. Er vertrat zwischen 1809 und 1811 sowie zwischen 1813 und 1815 den Bundesstaat New York im US-Repräsentantenhaus.

## Werdegang
Jonathan Fisk wurde während des Unabhängigkeitskrieges in Amherst geboren. Er besuchte öffentliche Schulen und unterrichtete dann selbst. 1800 zog er nach Newburgh. Er studierte Jura, bekam 1802 seine Zulassung als Anwalt und begann dann in Newburgh zu praktizieren. Als Gegner einer zu starken Zentralregierung schloss er sich in jener Zeit der von Thomas Jefferson gegründeten Demokratisch-Republikanischen Partei an.
Bei den Kongresswahlen des Jahres 1808 wurde er im dritten Wahlbezirk von New York in das US-Repräsentantenhaus in Washington, D.C. gewählt, wo er am 4. März 1809 die Nachfolge von George Clinton junior antrat. Er schied nach dem 3. März 1811 aus dem Kongress aus. Zwei Jahre später kandidierte Fisk im sechsten Wahlbezirk von New York erneut für einen Kongresssitz. Nach einer erfolgreichen Wahl trat er am 3. März 1813 die Nachfolge von Asa Fitch und Thomas P. Grosvenor an, welche zuvor zusammen den Distrikt im US-Repräsentantenhaus vertreten hatten. Im Jahr 1814 wurde er wiedergewählt, trat allerdings im März 1815 von seinem Sitz zurück.
Präsident James Madison ernannte ihn zu jener Zeit zum United States Attorney for the Southern District of New York, eine Stellung, die er bis zum 30. Juni 1819 innehatte. Danach nahm er wieder seine Tätigkeit als Anwalt auf. Er starb am 13. Juli 1832 in Newburgh und wurde dann auf dem Old Town Cemetery beigesetzt.